# George Copway
George Copway o Kahgegagahbowh/Firm Standing (Ontario 1818-1869) fou un escriptor anishinaabemowin. Fou educat en la tradició ojibwa, vers el 1825 el convertiren al metodisme per influència de Peter Jones. El 1840 es casà amb una anglesa i marxà a Minnesota com a pastor metodista. El 1842 tornà al Canadà i el 1846 fou expulsat de la congregació i empresonat per malversació de cabals. Un cop lliure, es dedicà a escriure l'autobiografia Life, History, and Travels (1847), una Traditional History and Characteristic Sketches of the Ojibway Nation (1850), la primera història escrita per un indi, Running Sketches of Men and Places (1851). Durant la Guerra civil americana va reclutar indis canadencs per a lluitar amb la Unió, el 1867 s'establí a Detroit i poc abans de morir es convertí al catolicisme.